# Dead Space 3
Dead Space 3 (с англ. — «Мертвый космос 3») — научно-фантастическая компьютерная игра в жанре шутера от третьего лица c элементами survival horror, разработанная американской студией Visceral Games. Третья и последняя игра серии Dead Space. 15 января 2013 года появилась закрытая демоверсия доступная только для пользователей Xbox 360. 22 января демоверсия стала доступна всем обладателям Xbox 360 и PS3. Полная версия игры вышла 5 февраля 2013 года в Америке, 7 февраля 2013 года в России и 8 февраля 2013 года в Европе на Xbox 360, PS3 и PC. Dead Space 3 была разработана на движке Visceral Engine. В России игра была локализована только на уровне субтитров.

## Игровой процесс
Игровой процесс претерпел весьма существенные изменения по сравнению с Dead Space 2. Игроку стали доступны приседания, появилась возможность прятаться за укрытиями. Теперь игрокам противостоят не только орды некроморфов, но и фанатичные солдаты церкви Юнитологии. В связи с этим возможны бои на три стороны. Состав врагов обновился, однако количество разновидностей увеличилось незначительно, в сравнении со второй частью, и почти у всех некроморфов был переработан внешний вид.
Функциональные особенности верстака были серьёзно изменены — добавлена система создания оружия, боеприпасов и амуниции. Теперь в останках поверженных неприятелей вместо денег попадаются ресурсы, из которых на верстаке можно создавать оружие, аптечки, патроны и прочее. Само оружие можно создавать не только по чертежам, но и самостоятельно экспериментировать с различными вариациями. Получать ресурсы также поможет специальный поисковой бот. Совершенствование оружия происходит с помощью т. н. модификаторов (не с помощью силовых узлов, как в прошлых играх серии), найденных в процессе игры или созданных на верстаке. Модификация ИКСа (индивидуального комплекта самообеспечения), кинезис-модуля и стазис-модуля теперь происходит в гардеробе — значительно изменённом аналоге магазина из предыдущих частей. Помимо этого в гардеробе можно выбрать костюм для своего героя.
Из прочих изменений: добавлены быстрые перемещения между локациями, введены побочные задания. В ходе выполнения побочных заданий игрок может найти множество полезных вещей. Упразднены самостоятельные точки сохранения, теперь вся игра сохраняется в один слот автоматически.
В то время как многопользовательский режим в Dead Space 3 отсутствует, одним из серьёзных нововведений стал кооперативный — для двух человек. Второй игрок может взять под свой контроль Джона Карвера и подключиться к Айзеку в любой точке сохранения. Кооперативная версия игры серьёзно отличается от одиночной, чтобы проходить её было интересно именно вдвоём, взаимодействуя друг с другом — поднимать выведенного из строя товарища, обмениваться предметами из инвентаря и т. д. Периодически у одного из персонажей будут случаться галлюцинации, которых второй игрок видеть не будет. Игрок, испытывающий галлюцинации, может начать стрелять в разные стороны и случайно попасть в своего напарника. В зависимости от того, как ведётся игра — в одиночку или вдвоём, её сюжет несколько меняется. В одиночной игре второго игрока не заменяет бот, в этом случае Джон Карвер будет появляться периодически, в качестве сюжетного персонажа. Некоторые побочные задания доступны только в кооперативной игре. Все они почти полностью посвящены воздействию обелисков на Джона Карвера.
Как и в предыдущей части, Dead Space 2, игра следует без видимых полей загрузки следующего уровня. Названия можно увидеть в правом нижнем углу экрана в начале главы. Так же время от времени вместо названий глав таким же образом появляются названия локаций.
Если совместить все первые буквы каждой главы на английском, то получится «Brother moons are awakе», что переводится с английского как «Братские луны пробудились». Это можно увидеть в конце дополнения «Awakened», когда Кровавые Луны нападают на Землю с целью поглощения. А если соединить все первые буквы глав дополнения, то получится R.I.P., что в переводе означает «Покойся с миром».

## Сюжет

### Предыстория
В неизвестный период истории (возможно, задолго до появления человечества) неизвестная водная инопланетная раса на обитаемой планете Тау Волантис, полностью покрытой водой, находит один из Обелисков, вокруг которого организовывает свой собственный религиозный культ, вероятно, аналогичный юнитологии. Другие, радикально настроенные пришельцы, были уверены, что Обелиск — это ключ к неисчерпаемому источнику энергии, поэтому они построили вокруг него машину, которая должна была извлекать из него энергию. Однако, со временем Обелиск показал свою истинную природу, начав процесс «Схождения» — многие пришельцы в религиозной истерии покончили с собой или убивали друг друга, после смерти обращаясь в некроморфов, которых притягивал к себе Обелиск, образовывая из себя новую Братскую Луну — гигантского разумного некроморфа. Оставшиеся к тому времени дееспособные пришельцы приняли решение остановить Схождение, пусть и ценой жизни всего оставшегося населения планеты. Они перепрограммировали машину, построенную вокруг Обелиска, в гигантский терраформер, который очень быстро устроил на Тау Волантис ледниковый период, убивший всех жителей планеты и заморозивший некроморфов, но в то же время заморозил Братскую Луну, погрузив её в спячку и остановив «Схождение».
В далёком будущем, когда человечество вышло в открытый космос, разразился затяжной конфликт между правительством Суверенных Колоний, объединяющими все обитаемые миры человечества, и сепаратистами. Проигрывая войну на истощение, СК решаются возобновить исследование копий Обелиска, чтобы получить источник неиссякаемой энергии. Дабы снова не допустить повторения инцидента, связанного с Чёрным Обелиском и созданием Юнитологии (события книги Dead Space: Martyr), исследования проводятся на отдалённых незаселённых планетах. Эксперименты показали, что Обелиски отправляют в глубокий космос некий сигнал. Методом триангуляции сигнала Обелиска исследователи обнаруживают Тау Волантис и снаряжают туда научно-военную экспедицию Военных сил СК, состоящую из пяти кораблей. Главой экспедиционного флота была назначена адмирал Марджери Грейвс, армейскими частями (преимущественно новобранцы с приданным элитным подразделением «Жнецы») командовал генерал-майор Спенсер Махад, а исследованиями планеты и машины пришельцев заведовал доктор Эрл Серрано.
Прибыв на планету в 2313 году, военные строят исследовательскую станцию на вершине горы, под которой стоит машина пришельцев, и лагерь у её подножья. Однако, со временем местные Обелиски начали сводить с ума колонистов: адмирал была посажена под домашний арест в своей каюте из-за странных видений, а квартирмейстер Ламли в бреду испортил все запасы еды. Во время работ у терраформера начали пробуждаться некроморфы-пришельцы, в связи с чем часть персонала пропадала без вести и возвращалась уже в виде некроморфов. Тела убитых доставляли для исследований на корабли флота, где они сбегали и устраивали локальные эпидемии.
К началу 2314 года генерал Махад счёл, что ситуация на планете вышла из-под контроля и человечеству угрожает полное исчезновение, если корабли экспедиции достигнут обитаемых миров СК. Поэтому он инициирует «пятый сценарий первого контакта», согласно которому все данные по исследованиям, обнаруженные артефакты и персонал, связанный с исследованиями, должны быть ликвидированы, места контакта — уничтожены, а в случае невозможности — запрещены к посещению. Профессор Серрано к тому времени сумел разгадать причину инфекции некроморфов и собирался повторно запустить машину пришельцев, чтобы окончательно уничтожить Братскую Луну, поэтому послал за Кодексом (ДНК-ключом от машины) своих доверенных помощников — рядовых Тима Кауфмана и Сэма Аккермана. Тиму удаётся добыть Кодекс с упавшего челнока «Мул», но в процессе спуска с горы Сэм погибает. Гибель всего состава «Жнецов», расквартированного на планете, не позволила выполнить условия карантина в полной мере, однако генерал, встретив Кауфмана в лагере, самолично убивает рядового, после чего уничтожает Кодекс и пускает себе пулю в висок.
Трагические события на Тау Волантис разрушили все надежды СК на победу в войне. Продолжая исполнять предписания карантина, силы СК уничтожали все свидетельства об экспериментах над Обелисками, а в скором времени Суверенные Колонии перестали существовать, на смену им пришло Земное правительство (англ. EarthGov).

### Основная игра
2514 год. После событий на станции «Титан» пути Айзека Кларка и Элли Лэнгфорд расходятся: Айзек прячется от юнитологов и Правительства Земли на лунной колонии «Новые горизонты», а Элли ищет способ покончить с эпидемией Обелисков. Тем временем происходит государственный переворот — юнитологическая секта «Круг» под предводительством Джейкоба Даника свергает Правительство Земли и совершает ряд терактов на Земле и её колониях.
К тому времени капитан Роберт Нортон и сержант Джон Карвер, агенты Правительства Земли, находят Элли на планете Уксор и убеждают её найти таинственную станцию «Птолемей», так как 200 лет назад с её помощью была обнаружена планета Тау Волантис (которую классифицировали как «родной мир Обелисков»). Элли находит планету, и отряд разделяется: Элли вместе со своими коллегами — Остином Бакклом и Дженнифер Сантос, — отправляются туда, а Нортон и Карвер по просьбе Элли возвращаются на Землю в поисках Айзека. Через какое-то время Нортон и Карвер находят Айзека и требуют от него идти с ними. Айзек сначала отказывается, мотивируя это тем, что не желает связываться с Обелисками, но позже соглашается, когда узнаёт, что здесь замешана Элли. На выходе из апартаментов на Айзека и агентов нападают юнитологи-культисты. Во время боя Айзек отделяется от Нортона и натыкается на лидера юнитологов, Джейкоба Даника, который пытается его убить, но Айзеку удаётся сбежать. Добравшись до грузового вокзала в промышленной зоне колонии, Айзек угоняет транспортный поезд, который позже пытаются остановить юнитологи. Прежде чем транспорт взрывается, Нортон успевает подобрать Айзека на своём личном корабле — «Эвдоре». Спасаясь от юнитологов, «Эвдора» входит в гипер-прыжок, взяв курс на Тау Волантис.
«Эвдора» выходит из гиперпространства возле планеты, но попадает в минное поле и взрывается, а экипаж эвакуируется на ближайший корабль экспедиции CMS «Роанок», на борту которого Айзек находит Элли, Бакла и Сантос. Команда разрабатывает план, как спуститься на планету. На борту соседнего корабля экспедиции CMS «Терра-Нова» они находят частично функционирующий челнок «Крозье», который Айзек чинит, собирая необходимые детали на других кораблях флотилии ВССК (за исключением CMS «Шеклтон», который во время введения карантина подорвался на собственных минах). Отремонтировав корабль, команда отправляется на планету, но посадка выходит жёсткой, из-за чего корабль разваливается на части ещё в воздухе и разбивается о снежные скалы, а из экипажа гибнут Локк и Розен. Айзек во время крушения оказался в носовой части шаттла, из-за чего отделяется от остальной команды. Придя в себя, Айзек обнаруживает, что его ИКС (RIG) повреждён — выведены из строя системы сборки шлема и теплообмена, из-за чего Айзек рискует замёрзнуть насмерть. Добравшись до лагеря колонистов, Айзек в одной из казарм находит умирающего Баккла. Тот рассказывает, что команда смогла пережить падение и найти арктические костюмы, чтобы пережить низкие температуры планеты, но одного комплекта не хватило на всех; Баккл решил остаться ввиду своей относительной бесполезности. Умирая от переохлаждения, он успевает сказать Айзеку, что в подвале под казармой должны быть ещё такие костюмы, но там слишком много некроморфов. Айзек спускается туда и с боем добывает себе костюм, после чего нагоняет остальную группу.
Выжившие находят штаб ВССК, где узнают, что Обелиски контролируются машиной, и они смогут найти её, отследив местоположение благодаря замороженному гигантскому некроморфу-пришельцу под именем «Нексус» с помощью специального зонда. Айзек собирает этот зонд по частям, а после участвует в эксперименте по введению устройства в нервные узлы Нексуса, который, как оказалось, ещё жив. Выбравшись наружу, Айзек скандалит с Нортоном, который запирает его в клетке. Ему удаётся выбраться, однако снаружи его схватывают головорезы Даника — выясняется, что Нортон сообщил тому местоположение планеты и Айзека в обмен на корабль для спасения себя и своей команды. Тут на них нападает оживший Нексус, и Даник отступает. Айзеку удаётся убить Нексуса, после чего он вступает в схватку с Нортоном и тоже убивает его. Через какое-то время Айзек, Элли, Дженнифер и Джон взбираются на гору, на вершине которой стоит лаборатория колонистов, но на группу Айзека нападает некроморф-пришелец — «Снежный Зверь». В ходе нападения Сантос погибает, а Айзек падает на дно ущелья и вскоре убивает Зверя из гарпунов, а затем догоняет Джона и Элли. Они добираются до исследовательского центра.
Дойдя до комнаты управления центром, Айзек узнаёт о существовании Кодекса, и что его можно получить, собрав вместе замороженные части инопланетного существа (коренного обитателя этой планеты), которое в документах названо «Розеттой». Когда ключ был собран, Айзека посещает видение о Схождении и о появлении Кровавой Луны, и он понимает для чего на самом деле нужен Кодекс. Но тут команду находят Даник и его юнитологи и отбирают у Айзека ключ. Чтобы остановить юнитологов, Айзек пускает в комнату газ-антисептик, смертельно опасный для любой органики (даже для некроморфов). После этого Даник сбегает, а Айзеку и Карверу удаётся спастись, но Элли застревает в комнате и, предположительно, погибает.
Кларк и Карвер следуют за Даником в подземелье планеты, где находился город инопланетян. Там им удаётся отнять у Даника ключ, но затем они разделяются: Карвер решает ждать Айзека у пульта управления машины, а сам Айзек начинает ремонтировать машину. Когда он добирается до пульта управления, то там их встречает Даник со взятой в заложники Элли. Он требует отдать им ключ в обмен на её жизнь, но Айзек отказывается. Тогда Карвер отбирает у Айзека и ключ и отдаёт его Данику, так как считает жизнь Элли важнее. Даник отключает машину, и гора начинает разваливаться из-за пробудившейся Луны, которая стала всё поглощать. Даника убивает упавшим куском скалы, а сам Айзек оказывается отброшен в пустоту от пульта управления. Используя реактивную систему своего костюма, ему удаётся добраться до пульта управления и ослабить Луну. После этого он уговаривает Элли улететь на корабле Даника, который был там же, и заново включает машину. Луна замораживается и погибает, упав на планету, а Кларка и Карвера откидывает от пульта, и они некоторое время парят в воздухе, пока не исчезают из вида. На орбите Элли пытается выйти с ними на связь, но они не отзываются, затем она обнаруживает, что сигнал Обелиска пропал, а значит им удалось прекратить эпидемию. Она уходит в гиперпрыжок. Следуют титры, после которых за кадром Айзек зовёт Элли.

### Дополнение Awakened
Дополнение в течение трёх глав раскрывает дальнейшую судьбу Айзека и Джона после конца сюжета оригинальной игры.
После обрушения и гибели Кровавой Луны Айзек и Джон приходят в себя в расщелине, но не могут понять, почему им удалось пережить это падение (равно как и состояние Тау Волантис, тогда как столкновение с Луной должно было дестабилизировать планету; подробнее об этом в мультфильме «Dead Space: Последствия»). Герои замечают на горизонте взлетающие челноки: последователи Даника, потерпев поражение и услышав речь нового предводителя о «возведении церкви из плоти и крови», улетают на орбиту планеты. Джон и Айзек понимают, что рискуют быть брошенными на планете, поэтому спешно прорываются к ближайшему фортпосту ВССК, в надежде успеть на один из челноков, что вследствие им и удаётся, но у того челнока неисправен так называемый «шоковый двигатель» (необходимый для межзвёздных полётов), поэтому они не смогут долететь до Земли.
Тогда герои взлетают на орбиту и добираются до фрегата старой флотилии CMS «Терра Нова» с целью подготовить его к возвращению на Землю. Во время подготовки реактора и полётной системы Айзека неоднократно посещают галлюцинации (аналогично тем, что были в Dead Space 2), в которых Культист — лидер выживших сектантов, — говорит ему, что остальные Братские Луны уже пробудились, и что они ищут путь к Земле. Айзек понимает, что Луны могут использовать его, чтобы он привёл их к Земле, поэтому пытается отговорить Джона от возвращения. Однако, последний с ним не согласен, так как хочет выжить, поэтому нападает на него. Когда Айзеку удаётся убить его, то неожиданно у него снова начинаются галлюцинации, где он борется с Культистом и одновременно обнаруживает, что Луны и так знают, где Земля. Победив Культиста Айзек обнаруживает, что Джон жив, потому что Джон, с которым он боролся до этого, был галлюцинацией (аналогично настоящий Джон в это время боролся с галлюцинацией в виде Айзека), созданной Культистом с целью задержать отлёт Джона и Айзека, чтобы они не успели никого предупредить на Земле. Несмотря на это, герои всё же решают лететь на Землю и успешно запускают корабль.
Айзек и Джон возвращаются в Солнечную систему, выйдя из гиперпространства с тёмной стороны земной Луны, однако попытки выйти с кем-либо на связь заканчиваются неудачей. Но когда герои перелетают через горизонт спутника, то видят, как Землю атакуют сразу три Братские Луны. В следующий момент одна из Лун вырастает перед кораблём и повествование обрывается.

## Загружаемый контент
Сразу после релиза Dead Space 3 Electronic Arts сообщила о предстоящем дополнении Awakened. Дополнение было выпущено 12 марта 2013 года. По сюжету Айзек Кларк и Джон Карвер, пережившие финальный бой, пытаются найти способ покинуть планету Тау Волантис и возвращаются обратно на Землю. Обоих одолевают очень сильные и продолжительные галлюцинации.
В день релиза игры было выпущено более 10 незначительных дополнений, добавляющие в игру новые костюмы, оружие или улучшающие поисковые боты. Также при владении купленной копии Mass Effect 3 игрокам выдавалась стилизованная броня со знаком «N7», которую носил протагонист капитан Шепард.

## Критика
| Сводный рейтинг       | Сводный рейтинг                           |
| Агрегатор             | Оценка                                    |
| --------------------- | ----------------------------------------- |
| GameRankings          | 73,10 % (PC) 77,81 % (X360) 75,76 % (PS3) |
| Metacritic            | 78/100 (PC) 78/100 (X360) 76/100 (PS3)    |
| «Критиканство»        | 75/100                                    |
| Иноязычные издания    |                                           |
| Издание               | Оценка                                    |
| 1UP.com               | B-                                        |
| 4Players              | 8/10                                      |
| CVG                   | 7,3/10                                    |
| Destructoid           | 8/10                                      |
| Edge                  | 7/10                                      |
| EGM                   | 7,5/10                                    |
| Eurogamer             | 7/10                                      |
| Game Informer         | 9,75/10 (X360) 9,75/10 (PS3)              |
| GameRevolution        | [ 25 ]                                    |
| GameSpot              | 8/10 (X360) 8/10 (PS3)                    |
| GameSpy               | 4/5                                       |
| GamesRadar+           | [ 29 ]                                    |
| GameStar              | 81/100                                    |
| GameTrailers          | 7,7/10                                    |
| GameZone              | 6/10                                      |
| Giant Bomb            | [ 33 ]                                    |
| Hardcore Gamer        | 4/5                                       |
| IGN                   | 7,8/10                                    |
| Jeuxvideo.com         | 16/20                                     |
| Joystiq               | [ 37 ]                                    |
| OXM                   | 8/10                                      |
| PC Gamer (US)         | 80/100                                    |
| Polygon               | 9,5/10                                    |
| The Daily Telegraph   | [ 41 ]                                    |
| The Guardian          | [ 42 ]                                    |
| VideoGamer            | 5/10                                      |
| Русскоязычные издания |                                           |
| Издание               | Оценка                                    |
| 3DNews                | 8/10                                      |
| Absolute Games        | 79 %                                      |
| GameMAG.ru            | 6/10                                      |
| «IGN Россия»          | 6/10                                      |
| PlayGround.ru         | 8,1/10                                    |
| Riot Pixels           | 75/100                                    |
| StopGame.ru           | Похвально                                 |
| «Игромания»           | 7/10                                      |
| «Игры Mail.ru»        | 9/10                                      |
| «Канобу»              | 7/10                                      |
| «Мир фантастики»      | 7/10                                      |
| «НИМ»                 | 8,3/10                                    |
| «Страна игр»          | 8,5/10                                    |

В 2012 году президент EA Games Фрэнк Гибо в интервью Computer and Video Games подчеркнул: компания и студия считали, что кооператив был способом добавить многопользовательский режим и «немного больше экшена», оставаясь верными ужасу в Dead Space: «Вместе пугаться веселее, чем в одиночку». Гибо заверил, что разработчики не хотели разозлить фанатов, стремясь сделать франшизу более привлекательной для широкой аудитории. Чтобы она продолжилась, Dead Space 3 должна была привлечь 5 миллионов пользователей. По словам руководителя, если показатели окажутся меньше, то всё осложнится с финансовой точки зрения, учитывая, насколько дорого обходится создание игр и их реклама.
Даниэль Вавра, режиссёр/сценарист Mafia и геймдизайнер Mafia II, высказал своё мнение: «Dead Space 3 (по крайней мере, пока) — прекрасный пример того, как превратить что-то интересное во что-то невразумительное, в то, что не каждый хотел бы видеть. Как я уже сказал, надеюсь, что появится больше независимых разработчиков, которые принесут больше интересных игр. Издатели сами виноваты в сложившейся ситуации».
Любители серии сильно критиковали большое количество боёв в видео-демонстрациях игры. На их заявление разработчики спешили ответить тем, что Dead Space 3 по-прежнему будет содержать множество элементов, свойственных жанру хоррор, а кадры с экшеном были выбраны, чтобы показать нововведения. По словам создателей, боевик и ужас будут грамотно балансировать в игре и появляться в разных эпизодах.
Средний рейтинг на сайте Metacritic составил 76 из 100 для PS3 и 78 из 100 для Xbox 360 и PC, что немного ниже по сравнению с предыдущими частями. Первые две части в среднем получили рейтинг от 86 до 90. Игра критиковалась в основном за «уход в сторону жанра боевик, сильную затянутость и низкую реиграбельность». Отдельной критики заслужила введённая в игру система микротранзакций, с помощью которой игроки за деньги могут покупать различные ресурсы в игре.
В начале февраля 2013 года Dead Space 3 вышла на первое место в чарте Великобритании, но стартовые продажи упали на 26 % по сравнению с Dead Space 2. В начале марта 2013 года игра занимала 8 позицию. К 15 марта 2013 года в США было продано 605 тысяч копий. На этом фоне EA ответила IGN, что информация о закрытии Visceral Montreal и отмене сиквела — Dead Space 4 из-за плохих финансовых показателей «абсолютно не соответствует действительности». Издатель не предоставил прессе сведений о продажах Dead Space 3, но отметил, что гордится игрой, а франшиза остаётся важной интеллектуальной собственностью для компании. Кроме того, EA отказалась показать IGN оценки продаж. Слухи о конце опровергли руководитель отдела пользовательского интерфейса Visceral Games Дино Игнасио и креативный директор EA Иэн Милхэм. VideoGamer.com был обвинён в фальсификации и выпустил заявление, сославшись на источник в Electronic Arts UK PR, куда журналисты сайта обращались с просьбой подтвердить или опровергнуть отмену Dead Space 4 и прокомментировать будущее серии. 
Арт-директор Dead Space Иэн Милхэм и креативный директор Dead Space 3 Бен Уэнат в 2018 году признали, что главными причинами более низких оценок явились желание разработчиков расширить аудиторию путём добавления кооперативного режима и политика издателя. В связи с этим третья часть утратила некоторые уже полюбившиеся игрокам аспекты оригинала: «Вы даёте Айзеку пулемёт, и делаете его всё лучше и лучше, и вдруг очень трудно вернуться к чистому ужасу». По словам Уэната, команда разработчиков уже подозревала, что третья часть станет последней в серии, так как в списке у EA были более прибыльные франшизы. Потенциал кооператива не удалось полностью реализовать. Через год вышел Silent Hills, оказавший существенное влияние на survival horror. Уэнат также рассказал, что у него были идеи для продолжения — Dead Space 4, где сражения с некроморфами происходили бы на космических кораблях и орбитальной станции, а главным героем могла стать Элли или совершенно новый персонаж. Visceral Games планировала конец последней части, но креативный директор не стал раскрывать подробности на случай, если EA решит продолжить франшизу.
В 2023 году сценарист и продюсер Чак Бивер в одном из интервью сказал, что «переделал бы игру почти полностью». По его словам , стремление добавить в геймплей Dead Space 3 элементы разных жанров оказалось неудачным: «Это не только не привлекло новую аудиторию, но и оттолкнуло старую». В итоге, Бивер готов оставить механику кооператива, основу повествования, всех персонажей второго плана, но абсолютно изменить главный сюжет (иные отношения Айзека с Элли, отсутствие любовного треугольника, упор на сломленной личности главного героя).